# Toyosato
Toyosato (jap. 豊郷町 Toyosato-chō) – miasto w Japonii, na wyspie Honsiu, w prefekturze Shiga. Według danych na rok 2020 miejscowość zamieszkiwało 7 132 mieszkańców , a gęstość zaludnienia wyniosła 914,4 os./km².